# Кленовое (Юрьянский район)
Кленовое — деревня в Юрьянском районе Кировской области в составе Загарского сельского поселения.

## География
Находится на расстоянии примерно 15 километров на север-северо-восток от поселка Мурыгино.

## История
Известна с 1678 года как заимка с 1 двором. В 1764 году учтено в ней 75 жителей. В 1873 отмечено дворов 31 и жителей 243, в 1905 45 и 296, в 1926 49 и 244, в 1950 36 и 120, в 1989 оставалось 29 жителей.

## Население
Постоянное население  составляло 4 человека (русские 100%) в 2002 году, 1 в 2010.